# 莱斯利·沃莫尔德
莱斯利·沃莫尔德（英語：Leslie Wormald，1890年8月19日—1965年7月10日），英国男子赛艇运动员。他曾代表英国参加1912年夏季奥林匹克运动会赛艇比赛，获得男子八人单桨有舵手金牌。